# Solanum lichtensteinii
Solanum lichtensteinii är en potatisväxtart som beskrevs av Carl Ludwig von Willdenow. Solanum lichtensteinii ingår i släktet skattor som ingår i familjen potatisväxter. Inga underarter finns listade i Catalogue of Life.